# Paretroplus kieneri
Paretroplus kieneri är en fiskart som beskrevs av Arnoult, 1960. Paretroplus kieneri ingår i släktet Paretroplus och familjen Cichlidae. IUCN kategoriserar arten globalt som sårbar. Inga underarter finns listade i Catalogue of Life.